# جورج إي. بيج
جورج إي. بيج (بالإنجليزية: George E. Page)‏ هو قاضي ومحامي وسياسي أمريكي، ولد في 19 مارس 1873 بميلواكي في الولايات المتحدة، وتوفي في 25 فبراير 1959. حزبياً، نشط في الحزب الجمهوري. وقد انتخب عضو جمعية ولاية ويسكونسن وانتخب عضو مجلس ولاية ويسكونسن.